# تاريخ الرادار ذو الفتحة الاصطناعية
يبدأ تاريخ رادار الفتحة الاصطناعية في عام 1951 ، مع اختراع التكنولوجيا من قبل عالم الرياضيات كارل أ. وايلي ، وتطويرها في العقد التالي. تم تطوير التكنولوجيا في البداية للاستخدام العسكري ، ومنذ ذلك الحين تم تطبيقها في مجال علوم الكواكب.

## الابتكار

صورة ساتلية بدقة 16 سم من شركة أمبرا لاب (Umbra Lab Inc.) - مدريد، إسبانيا

كارل أ. وايلي ، عالم رياضيات في شركة جوديير للطائرات في ليتشفيلد بارك ، أريزونا ، اخترع رادار الفتحة الاصطناعية في يونيو 1951 أثناء عمله على نظام توجيه الارتباط لبرنامج أطلس.
في أوائل عام 1952 ، قام وايلي ، جنبا إلى جنب مع فريد هيسلي وبيل ويلتي ، ببناء نظام للتحقق من صحة المفهوم يعرف باسم دوزور ("رادار البحث غير الشعاعي دوبلر"). خلال خمسينيات و ستينيات القرن العشرين ، قدمت شركة جوديير العديد من التطورات في التكنولوجيا ، والعديد منها بمساعدة من "دون باكرلنغ"
وبغض النظر عن عمل وايلي، أظهرت التجارب التجريبية التي أجراها شيروين وآخرون في مختبر أنظمة التحكم بجامعة إلينوي في أوائل عام 1952 نتائج أشاروا إلى أنها "يمكن أن توفر الأساس لأنظمة الرادار ذات الدقة الزاوية المحسنة بشكل كبير" وقد تؤدي حتى إلى أنظمة قادرة على التركيز في جميع النطاقات في وقت واحد.
في كلا البرنامجين ، تمت معالجة عوائد الرادار بطرق تصفية الدائرة الكهربائية. في جوهرها ، حددت قوة الإشارة في النطاقات المنفصلة المعزولة لتردد دوبلر شدة الصورة التي تم عرضها في مواضع زاوية مطابقة ضمن مواقع النطاق المناسبة. عندما تم استخدام الجزء المركزي فقط (نطاق دوبلر الصفري) من إشارات العودة ، كان التأثير كما لو كان هذا الجزء المركزي فقط من الحزمة موجودا. أدى ذلك إلى مصطلح شحذ شعاع دوبلر. أدى عرض العوائد من عدة نطاقات تردد دوبلر غير صفرية متجاورة إلى تحقيق المزيد من "تقسيم الحزمة" (يسمى أحيانا "الرادار غير المركز" ، على الرغم من أنه كان من الممكن اعتباره "شبه مركز"). براءة اختراع وايلي ، التي تم التقدم بطلب للحصول عليها في عام 1954,  ، لا تزال تقترح معالجة مماثلة. وقد حدت ضخامة الدوائر المتاحة آنذاك من المدى الذي قد تزيد فيه هذه المخططات من تحسين الدقة.
تم تضمين المبدأ في مذكرة كتبها والتر هاوز من جنرال إلكتريك والتي كانت جزءا من التقرير السري آنذاك لمؤتمر الدراسة الصيفية لوزارة الدفاع عام 1952 المسمى (عيون الجيش).  والذي سعى إلى تحديد تقنيات جديدة مفيدة للاستطلاع العسكري والجمع الفني للمعلومات الاستخباراتية. حدد برنامج صيفي للمتابعة في عام 1953 في جامعة ميشيغان ، يسمى مشروع ولفيرين ، العديد من موضوعات مذكرة (عيون الجيش), بما في ذلك دقة عرض الحزمة الفرعية بمساعدة دوبلر ، كجهود بحثية ترعاها وزارة الدفاع في مختلف مختبرات الأبحاث الأكاديمية والصناعية. في نفس العام ، أنتجت مجموعة إلينوي صورة "خريطة شريطية" تعرض قدرا كبيرا من دقة عرض الحزمة الفرعية.

## مشروع ميشيغان

### الأهداف
كان مشروع الرادار الأكثر تقدما من بين العديد من مخططات الاستشعار عن بعد المخصصة في عام 1953 لمشروع ميشيغان ، وهو برنامج ثلاثي الخدمات (الجيش والبحرية والقوات الجوية) في مركز أبحاث بجامعة ميشيغان (WRRC), هذا البرنامج الذي يديره فريق إشارة الجيش. أطلق عليه في البداية مشروع الرادار الجانبي ، وتم تنفيذه من قبل مجموعة عرفت أولا باسم مختبر الرادار وبعد ذلك باسم مختبر الرادار والبصريات. واقترح أن يأخذ في الاعتبار ، ليس فقط الوجود قصير المدى للعديد من تحولات دوبلر الخاصة ، ولكن التاريخ الكامل للتحولات المتغيرة باطراد من كل هدف عندما عبر الأخير الحزمة. أظهر تحليل مبكر أجراه الدكتور لويس جيه كوترونا وويستون إي فيفيان وإيميت إن ليث من تلك المجموعة أن مثل هذا النظام المركز بالكامل يجب أن ينتج ، في جميع النطاقات ، دقة مساوية لعرض (أو ، وفقا لبعض المعايير ، نصف العرض) للهوائي الحقيقي المحمول على طائرة الرادار ويشير باستمرار إلى مسار الطائرة.

### الأسس التقنية والعلمية
بلغت معالجة البيانات المطلوبة حساب الارتباطات المتبادلة للإشارات المستقبلة مع عينات من أشكال الإشارات المتوقعة من مصادر سعة الوحدة في مختلف النطاقات. في ذلك الوقت ، حتى أجهزة الكمبيوتر الرقمية الكبيرة كانت لديها قدرات قريبة إلى حد ما من مستويات الآلات الحاسبة المحمولة ذات الوظائف الأربع اليوم ، وبالتالي لم تكن قادرة على القيام بمثل هذا الكم الهائل من الحسابات. بدلا من ذلك ، كان الجهاز لإجراء حسابات الارتباط هو الارتباط البصري
واقترح عرض الإشارات التي يستقبلها الهوائي المتحرك والمكتشفة بشكل متماسك كخط تتبع نطاق واحد عبر قطر وجه أنبوب أشعة الكاثود ، ويتم تسجيل الأشكال المتتالية للخط كصور مسقطة على فيلم ينتقل عموديا على طول ذلك الخط. وكان من المقرر معالجة المعلومات المتعلقة بالفيلم المطور في وقت لاحق في المختبر بشأن المعدات التي لا يزال يتعين ابتكارها كمهمة رئيسية للمشروع. في اقتراح المعالج الأولي ، كان من المتوقع أن يضاعف ترتيب العدسات الإشارات المسجلة نقطة تلو الأخرى مع أشكال الإشارة المعروفة عن طريق تمرير الضوء على التوالي عبر كل من فيلم الإشارة وفيلم آخر يحتوي على نمط الإشارة المعروف. كان من المقرر أن يتم الجمع اللاحق ، أو التكامل ، خطوة الارتباط عن طريق تقارب مجموعات مناسبة من منتجات الضرب عن طريق عمل التركيز لواحد أو أكثر من العدسات الكروية والأسطوانية. كان من المقرر أن يكون المعالج في الواقع ، كمبيوتر تناظري بصري يقوم بإجراء حسابات حسابية عددية واسعة النطاق في العديد من القنوات (مع العديد من "أشعة" الضوء) في وقت واحد. في نهاية المطاف ، ستكون هناك حاجة إلى جهازين من هذا القبيل ، وسيتم دمج مخرجاتهما كمكونات تربيعية للحل الكامل.
أدت الرغبة في إبقاء المعدات صغيرة إلى تسجيل النمط المرجعي على فيلم 35 مم. أظهرت التجارب على الفور أن الأنماط الموجودة على الفيلم كانت دقيقة جدا بحيث تظهر تأثيرات حيود واضحة تمنع التركيز النهائي الحاد.
قاد ذلك ليث ، الفيزيائي الذي كان يبتكر الارتباط ، إلى إدراك أن هذه التأثيرات في حد ذاتها يمكن ، من خلال العمليات الطبيعية ، أن تؤدي جزءا كبيرا من المعالجة المطلوبة ، لأن شرائط المسار الطويل للتسجيل تعمل مثل شرائح قطرية لسلسلة من لوحات المنطقة البصرية الدائرية. أي لوحة من هذا القبيل تعمل إلى حد ما مثل العدسة ، كل لوحة لها بعد بؤري محدد لأي طول موجي معين. أصبح التسجيل الذي تم اعتباره قياسيا معترفا به كأزواج من متجهات الإشارة المعاكسة للعديد من الترددات المكانية بالإضافة إلى كمية "تحيز" ذات تردد صفري. تغير جمع الارتباط المطلوب من زوج من الأعداد القياسية إلى زوج متجه واحد.
يحتوي كل شريط لوحة منطقة على بعدين بؤريين متساويين ولكن موقعين بشكل معاكس ، أحدهما حقيقي ، حيث يتقارب شعاع من خلاله إلى تركيز ، والآخر افتراضي ، حيث يبدو أن شعاعا آخر قد تباعد عن الوجه الآخر للوحة المنطقة. لا يحتوي مكون التردد الصفري (انحياز التيار المستمر) على نقطة محورية ، ولكنه يتراكب مع كل من الحزم المتقاربة والمتباعدة. المفتاح للحصول ، من مكون الموجة المتقاربة ، على صور مركزة غير مغطاة بضباب غير مرغوب فيه من الاثنين الآخرين هو حجب الأخير ، مما يسمح فقط للشعاع المطلوب بالمرور عبر فتحة اختيار نطاق التردد الموضوعة بشكل صحيح
ينتج عن كل نطاق رادار شريط لوحة منطقة ببعد بؤري يتناسب مع هذا النطاق. أصبحت هذه الحقيقة تعقيدا رئيسيا في تصميم المعالجات البصرية. وبالتالي ، تحتوي المجلات الفنية في ذلك الوقت على كمية كبيرة من المواد المخصصة لطرق التعامل مع تباين التركيز مع النطاق.
لهذا التغيير الكبير في النهج ، يجب أن يكون الضوء المستخدم أحادي اللون ومتماسكا ، وهي خصائص كانت بالفعل شرطا في إشعاع الرادار. وبما أن الليزر أيضا في المستقبل، فإن أفضل تقريب متاح آنذاك لمصدر ضوء متماسك هو إخراج مصباح بخار زئبقي، يمر عبر مرشح ملون مطابق للشريط الأخضر لطيف المصباح، ثم يتركز قدر الإمكان على فتحة صغيرة جدا تحد من الحزمة. في حين أن كمية الضوء الناتجة كانت ضعيفة للغاية بحيث كان لا بد من استخدام أوقات التعرض الطويلة جدا ، تم تجميع ارتباط بصري عملي في الوقت المناسب لاستخدامه عندما تصبح البيانات المناسبة متاحة.
على الرغم من أن إنشاء هذا الرادار كان مهمة أكثر وضوحا تستند إلى تقنيات معروفة بالفعل ، إلا أن هذا العمل تطلب تحقيق خطية الإشارة واستقرار التردد اللذين كانا في أقصى درجات الفن. تم تصميم وبناء أداة مناسبة من قبل مختبر الرادار وتم تركيبها في طائرة كورتيس سي-46 كوماندو C-46 (Curtiss Commando). نظرا لأن الطائرة تم إنقاذها إلى WRRC من قبل الجيش الأمريكي وتم نقلها وصيانتها من قبل طياري WRRC والموظفين الأرضيين ، كان متاحا للعديد من الرحلات الجوية في بعض الأحيان التي تتوافق مع احتياجات مختبر الرادار ، وهي ميزة مهمة للسماح بإعادة الاختبار المتكرر و "تصحيح الأخطاء" للمعدات المعقدة المتطورة باستمرار. على النقيض من ذلك ، استخدمت مجموعة إلينوي طائرة C-46 تابعة للقوات الجوية ولم يطير بها طيارو AF إلا بترتيب مسبق ، مما أدى ، في نظر هؤلاء الباحثين ، إلى تقييد تكرار أقل من المرغوب فيه لاختبارات الطيران لمعداتهم ، وبالتالي عرض نطاق ترددي منخفض من ردود الفعل من الاختبارات. (استمر العمل اللاحق مع طائرات كونفير الأحدث في السيطرة المحلية لمجموعة ميشيغان على جداول الرحلات الجوية.)

## النتائج
كان هوائي ميشيغان الفائض الذي يبلغ عرضه 5 أقدام (1.5 متر) في الحرب العالمية الثانية قادرا نظريا على دقة 5 أقدام (1.5 متر) ، ولكن تم استخدام البيانات من 10٪ فقط من عرض الحزمة في البداية ، وكان الهدف في ذلك الوقت هو إظهار دقة 50 قدما (15 مترا). وكان من المفهوم أن الاستبانة الدقيقة تتطلب تطويرا إضافيا لوسائل استشعار مغادرة الطائرة من مسار مثالي للاتجاه والطيران، ولاستخدام تلك المعلومات لإجراء التصويبات اللازمة على توجيه الهوائي وعلى الإشارات المستقبلة قبل المعالجة, بعد العديد من التجارب التي منعت فيها الاضطرابات الجوية الصغيرة الطائرة من الطيران بشكل مستقيم ومستوي بما يكفي للحصول على بيانات جيدة يبلغ طولها 50 قدما (15 مترا) ، أسفرت رحلة واحدة قبل الفجر في أغسطس 1957  عن صورة تشبه الخريطة لمنطقة مطار ويلو ران والتي أظهرت دقة 50 قدما (15 مترا) في بعض أجزاء الصورة ،  في حين أن عرض الحزمة المضيئة كان هناك 900 قدم (270 م). على الرغم من أن وزارة الدفاع قد نظرت في إنهاء البرنامج بسبب ما بدا أنه نقص في النتائج ، إلا أن هذا النجاح الأول ضمن المزيد من التمويل لمواصلة التطوير مما يؤدي إلى حلول لتلك الاحتياجات المعترف بها

## الإقرار العلني
تم الاعتراف بمبدأ SAR لأول مرة علنا من خلال بيان صحفي صدر في أبريل 1960 حول نظام AN/UPD-1 التجريبي للجيش الأمريكي ، والذي يتكون من عنصر محمول جوا من صنع شركة تكساس إنترومنتس وتم تركيبه في طائرة [./Https://en.wikipedia.org/wiki/Beechcraft_L-23_Seminole Beech L-23D] ومحطة معالجة بيانات أرضية متنقلة من صنع WRRC ومثبتة في شاحنة عسكرية. في ذلك الوقت ، لم يتم الكشف عن طبيعة معالج البيانات.
في ذلك الوقت ، لم يتم الكشف عن طبيعة معالج البيانات. وصفت مقالة فنية في مجلة المجموعة المهنية لمعهد مهندسي الراديو (IRE) حول الإلكترونيات العسكرية في فبراير 1961 مبدأ SAR وكلا الإصدارين C-46 و AN/UPD-1 ، لكنها لم تخبر كيف تمت معالجة البيانات ، ولا أن قدرة الدقة القصوى ل UPD-1 كانت حوالي 50 قدما (15 مترا). ومع ذلك ، فقد احتوى عدد يونيو 1960 من مجموعة IRE المهنية حول نظرية المعلومات على مقال طويل حول "أنظمة معالجة وتصفية البيانات البصرية" من قبل أعضاء مجموعة ميشيغان. وعلى الرغم من أنه لم يشر إلى استخدام هذه التقنيات للرادار، فإن قراء كلتا المجلتين يمكن أن يفهموا بسهولة وجود صلة بين المقالات التي تتقاسم بعض المؤلفين.

## فيتنام
تم تصميم نظام تشغيلي ليتم حمله في نسخة استطلاعية من طائرة F-4 "Phantom" بسرعة وتم استخدامه لفترة وجيزة في فيتنام ، حيث فشل في إقناع مستخدميه بشكل إيجابي ، بسبب الجمع بين دقته المنخفضة (على غرار UPD-1) ، والطبيعة المرقطة لصورها الموجية المتماسكة (على غرار بقع صور الليزر) ،  والاختلاف غير المفهوم بشكل جيد لصورها ذات النطاق / النطاق المتقاطع من الصور البصرية للزاوية / الزاوية المألوفة لمترجمي الصور العسكريين. تم تعلم الدروس التي قدمتها بشكل جيد من قبل الباحثين اللاحقين ومصممي الأنظمة التشغيلية ومدربي مترجمي الصور ورعاة وزارة الدفاع لمزيد من التطوير والاستحواذ.

## التحسينات اللاحقة
في العمل اللاحق ، تم تحقيق القدرة الكامنة لهذه التقنية في نهاية المطاف. هذا العمل ، اعتمادا على تصميمات دوائر الرادار المتقدمة والاستشعار الدقيق للمغادرة من الرحلة المستقيمة المثالية ، جنبا إلى جنب مع المعالجات البصرية الأكثر تطورا باستخدام مصادر ضوء الليزر والعدسات الكبيرة جدا المصممة خصيصا المصنوعة من الزجاج الشفاف بشكل ملحوظ ، سمح لمجموعة ميشيغان بتطوير دقة النظام ، على فترات 5 سنوات تقريبا ، أولا إلى 15 قدما (4.6 مترا) ، ثم 5 أقدام (1.5 مترا) ، وبحلول منتصف سبعينيات القرن العشرين ، إلى قدم واحد (هذا الأخير فقط على فترات قصيرة جدا بينما كانت المعالجة لا تزال تتم بصريا). أثبتت المستويات الأخيرة والنطاق الديناميكي الواسع المرتبط بها أنها مناسبة لتحديد العديد من الأشياء ذات الأهمية العسكرية بالإضافة إلى ميزات التربة والمياه والغطاء النباتي والجليد التي تتم دراستها من قبل مجموعة متنوعة من الباحثين البيئيين الذين لديهم تصاريح أمنية تسمح لهم بالوصول إلى ما كان آنذاك صورا سرية. وبالمثل ، سرعان ما اتبعت أنظمة التشغيل المحسنة كل خطوة من خطوات الدقة الدقيقة هذه.
حتى مرحلة الدقة التي يبلغ طولها 5 أقدام (1.5 متر) قد أفرطت في فرض ضرائب على قدرة أنابيب أشعة الكاثود (تقتصر على حوالي 2000 عنصر مميز عبر قطر الشاشة) لتقديم تفاصيل دقيقة بما يكفي للإشارة إلى الأفلام بينما لا تزال تغطي مساحات واسعة النطاق ، وفرضت ضرائب على أنظمة المعالجة البصرية بطرق مماثلة. ومع ذلك ، في نفس الوقت تقريبا ، أصبحت أجهزة الكمبيوتر الرقمية أخيرا قادرة على القيام بالمعالجة دون قيود مماثلة ، وسمح العرض اللاحق للصور على شاشات أنبوب أشعة الكاثود بدلا من الفيلم بتحكم أفضل في إعادة إنتاج الدرجة اللونية وقياس الصورة بشكل أكثر ملاءمة.
تم المساعدة في تحقيق أفضل الاستبانات على المدى الطويل من خلال إضافة القدرة على تأرجح هوائي أكبر محمول جوا من أجل إضاءة منطقة مستهدفة محدودة بقوة أكبر باستمرار أثناء جمع البيانات عبر عدة درجات من الجانب وإزالة القيد السابق للدقة على عرض الهوائي. تمت الإشارة إلى هذا باسم وضع الأضواء الذي لم يعد ينتج صورا مستمرة للرقعة ولكن بدلا من ذلك صور لبقع معزولة من التضاريس.

## منصة خارج الغلاف الجوي
كان من المفهوم في وقت مبكر جدا من تطوير البحث والإنقاذ أن المسار المداري السلس للغاية لمنصة خارج الغلاف الجوي يجعلها مناسبة بشكل مثالي لتشغيل البحث والإنقاذ، كما أثبتت التجربة المبكرة مع السواتل الأرضية الاصطناعية أن تحولات تردد دوبلر للإشارات التي تنتقل عبر الأيونوسفير والغلاف الجوي مستقرة بما يكفي للسماح بتحقيق استبانة دقيقة جدا حتى في نطاقات مئات الكيلومترات، تم عرض أول صور س ا ر المحمولة في الفضاء للأرض من خلال مشروع يشار إليه الآن باسم "كويل" (رفعت عنه السرية في عام 2012).

## الرقمنة
بعد بدء العمل الأولي لم تكن العديد من القدرات اللازمة لإنشاء أنظمة سرية مفيدة موجودة لمدة عقدين آخرين، هذا المعدل البطيء للتقدم غالبًا ما كان يواكبه تقدم اختراعات أخرى مثل الليزر والكمبيوتر الرقمي وتصغير الدوائر وتخزين البيانات المضغوطة، بمجرد ظهور الليزر فقد أصبحت معالجة البيانات الضوئية عملية سريعة لأنها قدمت العديد من القنوات التناظرية المتوازية ولكن ابتكار سلاسل بصرية مناسبة لمطابقة الأطوال البؤرية للإشارة مع النطاقات قد تم بمراحل عديدة واتضح أنها تتطلب بعض المكونات البصرية الجديدة، بما أن العملية اعتمدت على حيود موجات الضوء فقد تطلبت تركيبات مضادة للاهتزاز وغرف نظيفة ومشغلين مدربين تدريباً عالياً، حتى في أفضل حالاته فإن استخدامه للأفلام لتخزين البيانات يضع حدودًا على نطاق عمق الصور.
في عدة مراحل ثبت أن تحقيق التوقعات المفرطة في التفاؤل في كثير من الأحيان لمعدات الحوسبة الرقمية يستغرق وقتا أطول بكثير مما كان متوقعا، فعلى سبيل المثال كان نظام سياست جاهزا للمدار قبل أن يصبح معالجه الرقمي متاحا ولذلك كان لا بد من استخدام مخطط تسجيل وتجهيز بصريين مجمعين بسرعة للحصول على تأكيد لتشغيل النظام في الوقت المناسب، في عام 1978 تم تطوير أول معالج س ا ر رقمي من قبل شركة الطيران الكندية، عندما تم الانتهاء من المعالج الرقمي واستخدامه أخيرا استغرقت المعدات الرقمية في ذلك الوقت عدة ساعات لإنشاء مجموعة واحدة من الصور من كل تشغيل لبضع ثوان من البيانات، في حين أن هذه كانت خطوة إلى الأسفل في السرعة إلا أنها كانت خطوة إلى الأمام في جودة الصورة وتوفر الأساليب الحديثة الآن سرعة عالية وجودة عالية.

## جمع البيانات
يمكن جمع بيانات عالية الدقة بواسطة الطائرات التي تحلق فوق التضاريس المعنية، في ثمانينيات القرن العشرين وكنموذج أولي للأدوات التي سيتم نقلها على مكوكات الفضاء ناسا فقد قامت ناسا بتشغيل رادار فتحة اصطناعية على طائرة كونفير 990 التابعة لناسا. في عام 1986 اشتعلت النيران في هذه الطائرة عند الإقلاع وفي عام 1988 أعادت ناسا بناء نطاق C و L و P للطيران على متن طائرة ناسا، أطلق عليها اسم ايرسار وقامت بمهام في مواقع حول العالم حتى عام 2004، تم نقل طائرة أخرى من هذا القبيل وهي كونفير 580 من قبل المركز الكندي للاستشعار عن بعد حتى حوالي عام 1996 عندما تم تسليمها إلى وزارة البيئة الكندية لأسباب تتعلق بالميزانية، يتم الآن تنفيذ معظم تطبيقات مسح الأراضي بواسطة الأقمار الصناعية.
أطلقت سواتل مثل رادارسات-1 للقيام بهذا النوع من الرصد وتختلف قدراتها لا سيما في دعمها لقياس التداخل لكنها جمعت جميعا كميات هائلة من البيانات القيمة، كما حمل مكوك الفضاء معدات رادار ذات فتحة اصطناعية خلال بعثات خلال ثمانينيات القرن العشرين وبعثات مختبر رادار المكوك في عام 1994 وبعثة طبوغرافيا رادار المكوك في عام 2000.
قام المسبار فينيرا 15 وفينيرا 16 الذي تبعه لاحقا مسبار الفضاء مايغيال برسم خريطة لسطح كوكب الزهرة على مدى عدة سنوات باستخدام رادار الفتحة الاصطناعية.
استخدمت ناسا رادار الفتحة الاصطناعية لأول مرة على الساتل الأوقيانوغرافيا سياسة التابع لمختبر الدفع النفاث في عام 1978 (حملت هذه البعثة أيضا مقياس ارتفاع ومقياس تشتت)؛ تم تطويره لاحقًا على نطاق أوسع في بعثات رادار التصوير المحمول في الفضاء (س ا ر) على متن مكوك الفضاء في أعوام 1981 و 1984 و 1994، استخدمت بعثة كاسيني إلى زحل س ا ر لرسم خريطة لسطح القمر الرئيسي للكوكب تيتان الذي يتم إخفاء سطحه جزئيا عن الفحص البصري المباشر بواسطة الضباب الجوي.
رصد رادار المسبار على متن مركبة استكشاف المريخ المدارية وأداة مارسيس على مارس اكسبرس صخرة الأساس تحت سطح الجليد القطبي للمريخ وأشار أيضا إلى احتمال وجود جليد مائي كبير في خطوط العرض الوسطى للمريخ، يحمل المسبار المداري للاستطلاع القمري الذي تم إطلاقه في عام 2009 أداة س ا ر التي تم تصميمها إلى حد كبير للبحث عن رواسب الجليد المائي على قطبي القمر.
يصمم مشروع الباحث عن الألغام نظام لتحديد ما إذا كانت المناطق تحتوي على ألغام أرضية استنادا إلى منطاد يحمل رادارا ذو فتحة اصطناعية عريضة النطاق، كانت التجارب الأولية تبشر بالخير فالرادار قادر على اكتشاف حتى الألغام البلاستيكية المدفونة.
يحتفظ مكتب الاستطلاع الوطني بأسطول من أقمار الرادار ذات الفتحة الاصطناعية (التي رفعت عنها السرية الآن) التي يشار إليها عادة باسم لاكروس أو أونيكس.
في فبراير 2009 دخلت طائرة المراقبة الخدمة في سلاح الجو الملكي البريطاني وهي مجهزة بنظام رادار المواجهة المحمول جوا (استرو) القائم على س ا ر.
يعمل نظام الأقمار الصناعية للاستطلاع العسكري التابع للقوات المسلحة الألمانية بكامل طاقته منذ 22 يوليو 2008.
اعتبارا من يناير 2021 بدأت العديد من الشركات التجارية في إطلاق مجموعات من الأقمار الصناعية لجمع صور س ا ر للأرض.

## توزيع البيانات
يوفر مرفق ألاسكا للأقمار الصناعية إنتاج وأرشفة وتوزيع منتجات وأدوات بيانات س ا ر من البعثات النشطة والسابقة على المجتمع العلمي بما في ذلك إصدار يونيو 2013 لصور "سياست س ا ر" التي تمت معالجتها حديثا ويبلغ عمرها 35 عام، يقوم مركز الاستشعار عن بعد المتقدم في جنوب شرق المناطق المدارية بربط ومعالجة بيانات س ا ر (بالإضافة إلى بيانات أخرى) من مجموعة متنوعة من الأقمار الصناعية ويدعم كلية روزنستيل للعلوم البحرية والجوية بجامعة ميامي، كما تدعم عمليات الإغاثة في حالات الكوارث والبحوث الأوقيانوغرافية والأرصاد الجوية ومشاريع أبحاث أمن الموانئ والبحرية